# Mühlhöflein
Das Mühlhöflein (mundartlich Mühlhöfle) ist eine abgegangene Einzelsiedlung in Schnait, einem Ortsteil der Großen Kreisstadt Weinstadt im baden-württembergischen Rems-Murr-Kreis. Von der Siedlung haben sich außer Flurnamen keine Überreste erhalten.

## Lage
Das Mühlhöflein stand einst auf einer Stubensandsteinterrasse nordöstlich des Weilers Baach. Ein Waldgewann trägt heute noch den Namen Mühlhöfle.

## Geschichte
Es ist nicht bekannt, wann das Mühlhöflein errichtet wurde. Baach wurde jedenfalls 1357 erstmals urkundlich erwähnt. Während des Mittelalters bestand Baach nur aus wenigen Höfen und einer Mühle. Dieser Mühle war das Mühlhöfle zugeordnet. 1583 ging der Fruchtzehnt zwischen dem Mühlhöfle und dem Wald Fallenhau an das Stift Stuttgart. Während des Dreißigjährigen Krieges wurde die Mühle im Jahre 1634 zerstört. Wahrscheinlich teilte das Mühlhöfle dieses Schicksal. Während die Mühle 1691 wieder in Betrieb gehen konnte, blieb das Mühlhöfle wüst. Das Gebiet wurde später aufgeforstet.